# Escola de Cusco

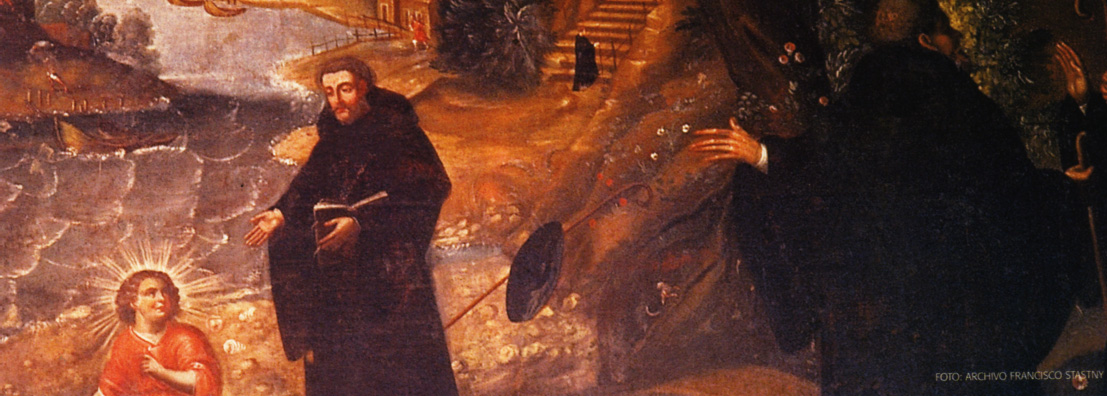
Pintura d'autor anònim de l'Escola de Cusco.

L'escola de Cusco és una escola catòlica de pintura sorgida a la ciutat virregnal de Cusco. Va ser potser la més important de l'Amèrica colonial espanyola. Es caracteritza per la seva originalitat i el seu valor artístic resultat de la confluència de dos corrents poderosos: la tradició artística occidental, d'una banda, i l'afany dels pintors indis i mestissos d'expressar la seva realitat i la seva visió del món, per l'altra. Va introduir l'art europeu amb l'objectiu de catequitzar.
L'aportació espanyola, i en general europea, a l'escola de pintura de Cusco, es dona des d'època molt primerenca, quan es comença construir la gran catedral de Cusco. El pintor originari de Camerino a Itàlia Bernardo Bitti que hi va arribar el 1583, no obstant això, marca un primer moment del desenvolupament de l'art de Cusco. Aquest jesuïta introdueix a Cusco un dels corrents en voga a Europa de llavors, el manierisme, les principals característiques del qual eren el tractament de les figures de manera una miqueta allargada, amb la llum focalitzada en elles.

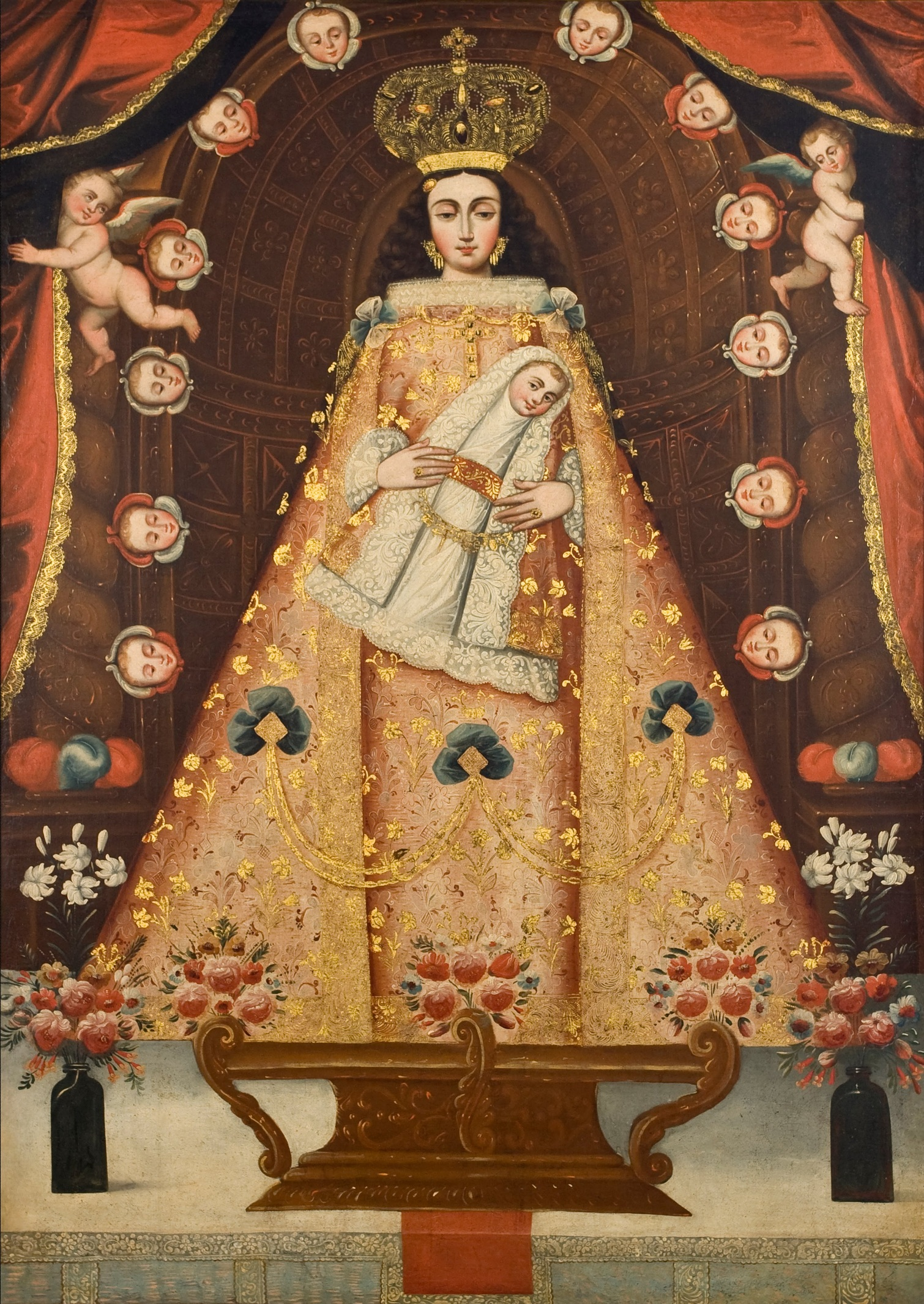
Nostra Senyora de Belén, pintura anònima del segle XVII pertanyent a l'escola de Cusco. La forma triangular en forma de muntanya de la imatge evocaria a la Pachamama o Mare Terra dels antics peruans.

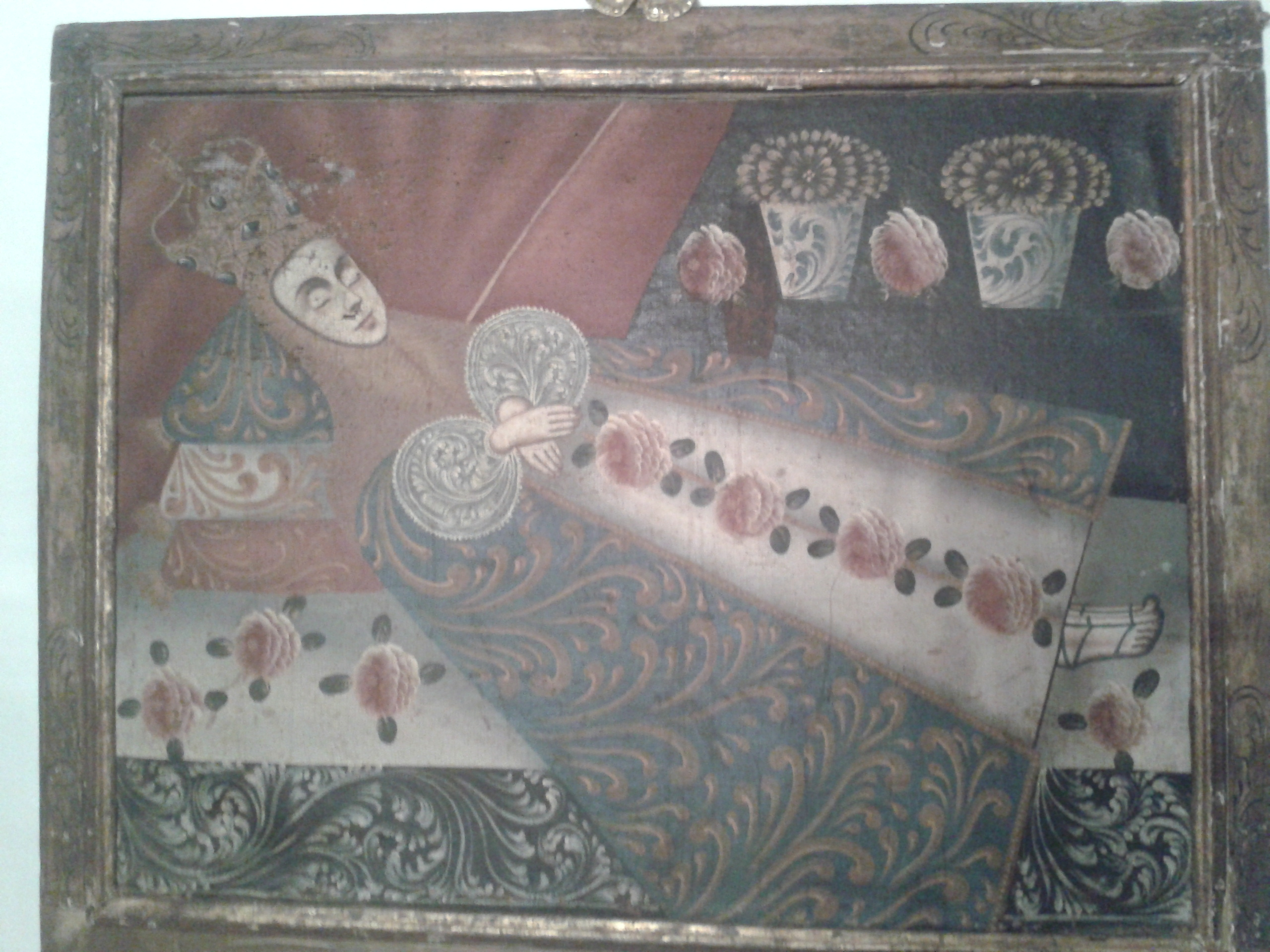
Verge del Trànsit. Barroc de Cusco del

Durant les seves dues estades a Cusco, Bitti va rebre l'encàrrec de fer el retaule major de l'església de la seva orde, reemplaçat per un altre després del terratrèmol, i va pintar algunes obres mestres, com La coronació de la Verge, actualment al museu de l'església de la Mercè, i la Verge de l'ocellet, a la catedral.
Un altre dels grans exponents del manierisme de Cusco és el pintor Luis de Riaño, nascut a Lima i deixeble de l'italià Angelino Medoro. Segons els historiadors bolivians José de Mesa i Teresa Gisbert, autors de la història més completa de l'art de Cusco, Riaño s'ensenyoreix en l'ambient artístic local entre 1618 i 1640, deixant, entre altres obres, els murals del temple d'Andahuaylillas. També destaca en aquestes primeres dècades del segle xvii, el muralista Diego Cusihuamán, amb treballs a les esglésies de Chinchero i Urcos.
El barroc en la pintura de Cusco és sobretot el resultat de la influència del corrent tenebrista a través de l'obra de Francisco de Zurbarán i de l'ús com a font d'inspiració dels gravats amb art flamenc provinents d'Anvers. Marcos Ribera, nascut en el Cusco dels anys 1830, és el màxim exponent d'aquesta tendència. Cinc apòstols seus s'aprecien a l'església de Sant Pere, dues en el retaule major i un altre en un retaule lateral. El convent de Santa Catalina guarda La Pietat, i el de San Francisco, alguns dels llenços que il·lustren la vida del fundador de l'ordre, que pertanyen a diversos autors.
La creixent activitat de pintors indis i mestissos cap a la fi del segle xvii, fa que el terme d'escola de Cusco s'ajusti més estrictament a aquesta producció artística. Aquesta pintura és «de Cusco», d'altra banda, no solament perquè surt de mans d'artistes locals, sinó sobretot perquè s'allunya de la influència dels corrents predominants en l'art europeu i segueix el seu propi camí.
Aquest nou art de Cusco es caracteritza, en la temàtica, per l'interès per assumptes costumistes com, per exemple, la processó del Corpus Christi, i per la presència, per primera vegada, de la flora i la fauna andines. Apareixen, així mateix, una sèrie de retrats de cacics indis i de quadres genealògics i heràldics. Quant al tractament tècnic, ocorre un desenteniment de la perspectiva sumat a una fragmentació de l'espai a diversos espais concurrents o en escenes compartimentades. Noves solucions cromàtiques, amb la predilecció pels colors intensos, són un altre tret típic del naixent estil pictòric.

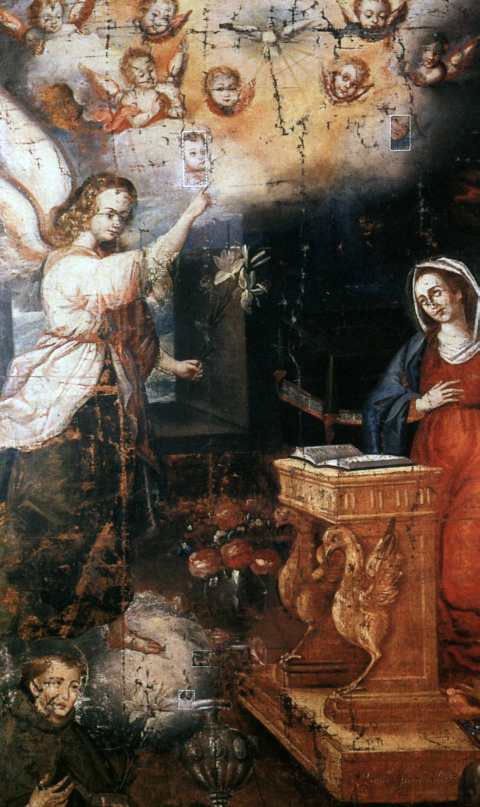
L'anunciació de la Verge, pintura de Luis de Riaño de 1632. Deixeble a Lima de l'italià Angelino Medoro, Riaño es va instal·lar a Cusco cap a 1630, on les seves tècniques i temàtiques van ser molt influents.

Un fet ocorregut a la fi del segle xvii va resultar decisiu per al rumb que va prendre la pintura de Cusco. El 1688, després de permanents conflictes, es produeix una ruptura en el gremi de pintors que acaba amb l'apartament dels pintors indis i mestissos a causa, segons ells, de l'explotació que eren objecte per part dels seus companys espanyols, que d'altra banda constituïen una petita minoria. A partir d'aquest moment, lliures de les imposicions del gremi, els artistes indis i mestissos es guien per la seva pròpia sensibilitat i traslladen al llenç la seva mentalitat i la seva manera de concebre el món.
La sèrie més famosa de l'escola de Cusco és, sens dubte, la dels setze quadres del Corpus Christi, que originalment van estar a l'església de Santa Ana i ara es troben en el Museu d'Art Religiós de l'Arquebisbat, excepte tres que estan a Xile. De pintor anònim de la fi del segle xvii (alguns investigadors els atribueixen als tallers de Quispe Tito i Pumacallao), aquests llenços són considerats veritables obres mestres per la riquesa del seu color, la qualitat del dibuix i el ben assolits que estan els retrats dels personatges principals de cada escena. Per si no fos poc, la sèrie té un enorme valor històric i etnogràfic, doncs mostra detalladament els diversos estrats socials del Cusco colonial, així com gran quantitat d'altres elements d'una festa que ja llavors era central en la vida de la ciutat.
El pintor indi més original i important és Diego Quispe Tito, nascut a la parròquia de San Sebastián, limítrofa a Cusco, el 1611 i actiu gairebé fins de segle. És en l'obra de Quispe Tito que es prefiguren algunes de les característiques que tindrà la pintura de Cusco a partir d'aleshores, com certa llibertat en el maneig de la perspectiva, un protagonisme abans desconegut del paisatge i l'abundància d'aus en els frondosos arbres que en formen part. El motiu de les aus, sobretot del papagai selvàtic, és interpretat per alguns investigadors com un signe secret que representa la resistència andina o, en tot cas, al·ludeix a la noblesa incaica.
La part més valuosa de l'obra de Quispe Tito es troba a l'església del seu poble natal, San Sebastián. Destaca la sèrie de dotze composicions sobre la vida de Joan Baptista, en la nau principal del temple. De gran mestratge són, així mateix, els dos enormes llenços dedicats a Sant Sebastià, el del martiri i el de la mort del sant. Famosa és, finalment, la sèrie del Zodíac que l'artista pinta per a la catedral de Cusco cap a 1680.

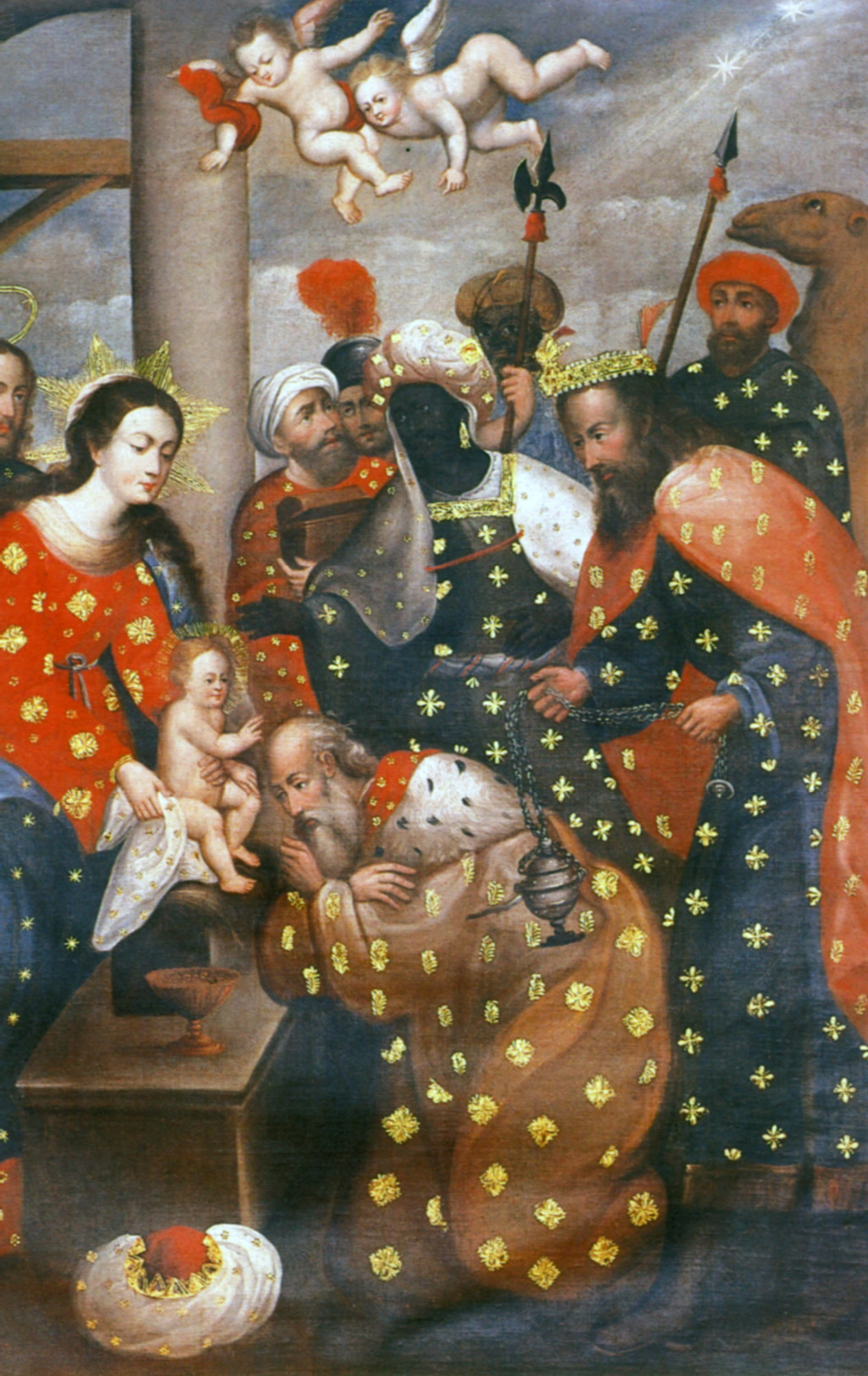
L'adoració dels Reis Mags, pintura anònima realitzada entre 1740 i 1760, pertanyent a l'escola de Cusco. És una representació mestissa d'una cèlebre pintura de Rubens.

Un altre dels gegants de l'art de Cusco és Basilio Santa Cruz, d'ascendència indígena com Quispe Tito, però a diferència d'aquest, molt més apegat als cànons de la pintura occidental dins del corrent barroc. Actiu en la segona meitat del segle xvii, Santa Cruz deixa el millor de la seva obra en la catedral, ja que rep l'encàrrec de decorar els murs del costat del cor i dels braços del transsepte. En el quadre de la Verge de Belén, situat en el cor, sobresurt un retrat del bisbe i mecenes Manuel de Mollinedo y Angulo que és considerat pels especialistes obra capital de l'escola de Cusco de pintura.
Tal és la fama que aconsegueix la pintura de Cusco del segle xvii, que durant el segle següent es produeix un singular fenomen que, curiosament, va deixar petjada no només en l'art sinó en l'economia local. Ens referim als tallers industrials que elaboren llenços en grans quantitats per encàrrec de comerciants que venen aquestes obres en ciutats com Trujillo, Ayacucho, Arequipa i Lima, o fins i tot en llocs molt més allunyats, en els actuals Argentina, Xile i Bolívia. El pintor Mauricio García, actiu cap a la meitat del segle xviii, signa, per exemple, un contracte per lliurar prop de cinc-cents llenços en set mesos. Per descomptat que es tractava del que es coneixia com a pintura "ordinària" per diferenciar-la de la pintura "de brocatejat fi", de disseny molt més elaborat i colorit més ric.
L'artista més important del segle xviii és Marcos Zapata. La seva producció pictòrica, que abasta més de 200 quadres, s'estén entre 1748 i 1764. El millor són els cinquanta llenços de gran grandària que cobreixen els arcs alts de la catedral de Cusco i que es caracteritzen per l'abundància de flora i fauna com a element decoratiu.